# Gymnoschoenus
Gymnoschoenus  Nees é um género botânico pertencente à família Cyperaceae.

## Espécies
- Gymnoschoenus adustus
- Gymnoschoenus anceps
- Gymnoschoenus sphaerocephalus